# DO THE MOTION
〈DO THE MOTION〉은 보아가 일본에서 발매한 15번째 싱글이다. 이 싱글에는 총 3곡이 수록되어 있는데, 3곡 모두 일본의 광고 CM 송으로 사용되었다.
싱글의 타이틀인 〈DO THE MOTION〉은 보아가 이전까지 추구해 온 스타일과는 다른 보사노바 풍의 춤곡이다. 이 곡은 일본 화장품 브랜드의 광고 CM 송으로 사용되었다. 커플링 곡 〈With U〉는 봄에 알맞은 미디엄템포 곡으로 보아가 직접 작사한 곡이다. 음료수 광고 CM 송으로 사용되었다. 또 다른 커플링 곡 〈キミのとなりで〉[그대 옆에서]는 조용한 발라드곡으로 일본 휴대전화 광고 CM 송으로 사용되었다. 각각의 수록곡들이 모두 장르가 달라 다양한 매력을 느낄 수 있다는 것이 특징이다.
이 싱글의 수록곡들은 모두 2006년 2월 15일에 발매된 4번째 정규 앨범 《OUTGROW》에 수록되었다.
2005년 12월 16일에는 〈make a secret〉, 〈다키시메루〉抱きしめる 등과 함께 보아의 일본 싱글들 중 최초로 한국에 라이센스반으로 발매가 되기도 했다.

## 트랙 리스트
1. DO THE MOTION
2. With U
3. キミのとなりで
4. DO THE MOTION (TV Mix)
5. With U (TV Mix)
6. キミのとなりで (TV Mix)

## 차트 기록
〈DO THE MOTION〉이 발매되기 1달 전에 발매된 베스트 앨범 《BEST OF SOUL》이 100만장이 넘는 판매량을 기록하고 있던 상황에서, 음반 발매 전 오리콘이 조사하는 "새 음반 중 가장 기대되는 음반"에서 103.8점으로 1위를 차지했다. 이러한 높은 기대도를 반영하듯 이 싱글은 발매 첫날 오리콘 일간 차트 1위를 기록했다. 일본의 그룹 게쓰메이시의 〈さくら〉에게 밀려 일주일 내내 1위를 유지하지는 못했으나, 66,749장의 판매량으로 2005년 4월 11일자 오리콘 주간 차트 1위를 차지했다. 이 기록은 보아 본인 최초로 주간 싱글 차트 1위를 기록한 것일 뿐만 아니라, 한국인으로서도 최초이다.
오리콘 싱글 차트
| 차트                  | 최고 순위 | 총 판매량 | 차트 진입 횟수 |
| --------------------- | --------- | --------- | -------------- |
| 오리콘 일간 싱글 차트 | 1위       |           |                |
| 오리콘 주간 싱글 차트 | 1위       | 169,542장 | 12회           |
| 오리콘 연간 싱글 차트 | 58위      |           |                |